# Brucepattersonius misionensis
Brucepattersonius guarani is een knaagdier dat voorkomt in de Argentijnse provincie Misiones. Er is slechts één exemplaar bekend, dat werd gevangen bij Arroyo Oveja Negra in het departement Guaraní. De soort is genoemd naar die provincie, die zijn naam kreeg door de vele missies van Spaanse jezuïeten aldaar.
Deze soort heeft een bruinachtige rug en een grijze buik. Het puntje van de neus is wit. De kop-romplengte is 113 mm, de staartlengte 88 mm. De staart is tweekleurig, bruin van boven en lichter van onderen. Het aantal schubben op de staart bedraagt 16 per cm. De oren zijn rond en klein (19 mm). De voorvoeten zijn witachtig. Het aantal chromosomen (2n) bedraagt 52.
Andere zoogdieren die op dezelfde plaats als B. misionensis werden gevonden zijn de vleermuizen Artibeus lituratus, Myotis levis, Myotis ruber, Vampyressa pusilla, de zuidelijke opossum (Didelphis marsupialis), en de knaagdieren Delomys dorsalis, Nectomys squamipes, Oryzomys angouya en ongeïdentificeerde soorten uit de geslachten Akodon, Necromys, Oxymycterus en Oligoryzomys.